# Паренаго Павло Петрович
Павло Петрович Паренаго (рос. Павел Петрович Паренаго; 20 березня 1906 — 5 січня 1960) — радянський астроном, член-кореспондент АН СРСР (1953).

## Життєпис
Родився в Катеринодарі (нині Краснодар). У 1929 закінчив Московський університет. У 1927—1932 працював в Астрономо-геодезичному науково дослідному інституті при Московському університеті. З 1932 працював у Державному астрономічному інституті ім. П. К. Штернберга. У 1934 вперше в СРСР почав читати курс зоряної астрономії в Московському університеті (з 1938 — професор, з 1940 до останніх днів життя очолював створену ним кафедру зоряної астрономії). Під час Німецько-радянської війни, в 1941—1944, служив в армії фахівцем з авіаційної метеорології.
Наукові праці присвячені вивченню будови Галактики, дослідженню структури та динаміки зоряних систем, вивченню змінних зірок. Засновник московської школи зоряної астрономії. У 1921—1922 почав систематичні візуальні спостереження змінних зір. Усього вивчив близько 600 змінних зір різних типів, встановив їхні фотометричні, кінематичні характеристики, статистичні закономірності між різними параметрами. Результати досліджень змінних зір Паренаго використовував при вирішенні спільних питань будови Галактики. Для всебічного вивчення проблем зоряної астрономії склав зведений каталог основних характеристик зір — паралаксів, власних рухів, променевих швидкостей, спектральних класів тощо. Узагальнення та аналіз цього великого матеріалу дозволили йому зробити низку важливих висновків. Обґрунтував існування послідовності субкарликів, розташованій на діаграмі Герцшпрунга—Рассела під головною послідовністю. Спільно з Б. В. Кукаркіним розвинув уявлення про зоряні підсистеми Галактики, вивчав будову і кінематику різних підсистем. Спільно з А. Г. Масевич знайшов (1949—1950), що кожній послідовності на діаграмі Герцшпрунга—Рассела відповідає своя форма зв'язку між масою і світністю зір. Розробив методи визначення функції світності та оцінки повної кількості зір у галактичних підсистемах, побудував теорію гравітаційного потенціалу Галактики. У 1940 розробив теорію поглинання світла темними туманностями і запропонував методи обліку цього ефекту. Особливу увагу приділяв вивченню туманності Оріона та об'єктів, що перебувають у цій туманності. Вивчив рух Сонця відносно 591 зорі у сфері радіусом 20 пк і визначив галактичну орбіту Сонця у вигляді еліпса, ексцентриситет якого дорівнює 0,30, велика піввісь - 10 000 пк, а відстань Сонця від галактичного центру в наш час[коли?] становить 7800 пк. У 1947 отримав перше більш-менш надійне визначення апекса руху Галактики (координати апекса: довгота l = 175, широта b = +8, швидкість v = 211 км/с). Цей рух спрямовано до сузір'я Єдинорога. У 1955 запропонував комплексний план дослідження обраних ділянок Чумацького Шляху, у виконанні якого взяли участь багато обсерваторій. Написав перший у світовій літературі підручник із зоряної астрономії (1938), який неодноразово перевидавався. Був одним з авторів «Загального каталогу змінних зір», а також монографії «Змінні зорі» (т. 1-3, 1937—1947); разом із Кукаркіним написав книгу «Змінні зорі й способи їх спостереження» (1-е вид. 1938, 2-е вид. 1947). Автор низки науково-популярних книг.
У 1953 організував при Астрономічній раді АН СРСР Комісію з зоряної астрономії і очолював її до кінця життя.
Перший лауреат премії імені Ф. О. Бредіхіна АН СРСР (1948).
На його честь названо астероїд 2484 Паренаго.